# Rudolf Feichtmayer
Rudolf Feichtmayer (* 28. Februar 1902 in Steyr, Oberösterreich; † 21. Februar 1972 in Detmold) war ein österreichischer Opernsänger (Bariton).

## Leben
Feichtmayer begann zunächst ein Studium an der Hochschule für Bodenkultur Wien, studierte jedoch nebenher Gesang und schloss sein Gesangsstudium als Schüler von Theo Lierhammer an der Wiener Musikakademie ab.
1933 debütierte er am Opernhaus Düsseldorf, dessen Mitglied er bis 1937 blieb (unter anderem Mitwirkung bei der deutschen Erstaufführung von Jacques Iberts Le Roi d'Yvetot).
Zwischen 1937 und 1939 war er am Stadttheater Duisburg engagiert und ging anschließend 1939 an die Wiener Volksoper. Dort trat er in Partien wie Sarastro (Die Zauberflöte), Rocco (Fidelio), Plumkett (Martha), Pogner (Die Meistersinger von Nürnberg), van Bett (Zar und Zimmermann) und Ferrando (Der Troubadour) auf.
Er gastierte unter anderem 1940 am Teatro Liceu in Barcelona und seit 1939 mehrfach an der Wiener Staatsoper. Nach dem Zweiten Weltkrieg nahm er 1945 seine Karriere am Landestheater Salzburg wieder auf. In den Jahren 1949/1950 war er am Opernhaus Graz engagiert. Im Mai 1950 sang er bei einer Aufführung der Wiener Staatsoper im Ausweichquartier im Theater an der Wien die Rolle „König Heinrich der Vogler“ in Richard Wagners Oper Lohengrin. Zwischen 1951 und 1957 war er Ensemblemitglied am Landestheater Detmold.
Zu seinem Repertoire gehörten auch Basilio (Der Barbier von Sevilla), Gurnemanz (Parsifal), Hagen (Götterdämmerung), Landgraf Herrmann (Tannhäuser), König Marke (Tristan und Isolde), Osmin (Die Entführung aus dem Serail) und – im italienischen Fach – Ramphis (Aida).
1958 verabschiedete er sich endgültig von der Bühne.